# Cykloheptanon
Cykloheptanon ((CH2)6CO, sumární vzorec C7H12O) je organická sloučenina, konkrétně alicyklický keton. Patří mezi hořlaviny III. třídy.

## Výroba
Cykloheptanon poprvé syntetizoval v roce 1836 francouzský chemik Jean-Baptiste Boussingault z vápenatých solí kyseliny suberové:
Ca(O2C(CH2)6CO2) → CaCO3 + (CH2)6CO.
Cykloheptanon se dosud vyrábí cyklizací a dekarboxylací kyseliny suberové nebo jejich esterů. Tato reakce se typicky provádí v plynné fázi při 400–450 °C za přítomnosti oxidu zinečnatého nebo oxidu ceričitého.
Cykloheptanon se také vyrábí reakcí cyklohexanonu s ethoxidem sodným a nitromethanem. Výsledkem je sodná sůl 1-(nitromethyl)cyklohexanolu, ke které se přidá kyselina octová a plynný vodík za přítomnosti niklového katalyzátoru. Následně je přidán dusitan sodný a kyselina octová za vzniku cykloheptanonu.
Jinou možností výroby cykloheptanonu je rozšíření cyklického kruhu cyklohexanonu diazomethanem, který slouží jako zdroj methylenové skupiny.

## Použití a reakce

### Použití
Cykloheptanon se používá jako prekurzor farmaceutik a dikarboxylových kyselin, které se používají na přípravu vůní a některých polymerů.

### Reakce

#### Hoření
Cykloheptanon patří mezi hořlaviny III. třídy, hoří takto:
2 (CH2)6CO + 19 O2 → 14 CO2 + 12 H2O.